# 克里斯·布萊恩特
克里斯·布萊恩特爵士（英語：Sir Chris Bryant，1962年1月11日—）是一位威爾斯政治人物，他的黨籍是工黨。自2001年開始，他擔任朗達選區選出的英國下議院議員。
布萊恩特自小受基督教喧染，從青少年時期就讀的車特咸學院到大學時所屬的牛津大學曼斯菲爾德學院都是有基督教背景的。英文系學士畢業後，到國教會卡茲登里彭書院進修神學。1986年，獲授予執事資格，翌年成為司祭。1986年至1989年間，以助理牧師的身份於高威科姆諸聖堂事奉，其後成為隨行神職人員到以及拉丁美洲隨行。
1991年，認為同性戀與司祭並不能兼容，所以決定離開神職事務。